# 平图上校镇
平图上校镇是巴西圣卡塔琳娜州的一个市镇。总面积651.614平方公里，总人口14838人，人口密度22.8人/平方公里。